# Tutti

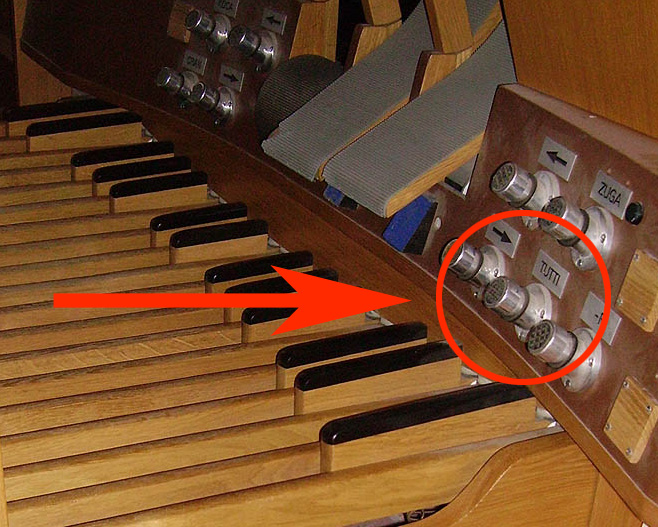
El pistón tutti visto en el pedalero de un órgano.

Tutti es una palabra italiana que significa literalmente todos o juntos. Como término musical se usa en varios contextos: se puede referir a un pasaje orquestal en el que todos los componentes de la orquesta están tocando a la vez , distinguiendo otros pasajes musicales en que toca un número limitado de instrumentos de la orquesta, en que los que el compositor escribe solo.